# Erica melanthera
Erica melanthera är en ljungväxtart som beskrevs av Carl von Linné. Erica melanthera ingår i släktet klockljungssläktet, och familjen ljungväxter. Inga underarter finns listade i Catalogue of Life.

## Bildgalleri

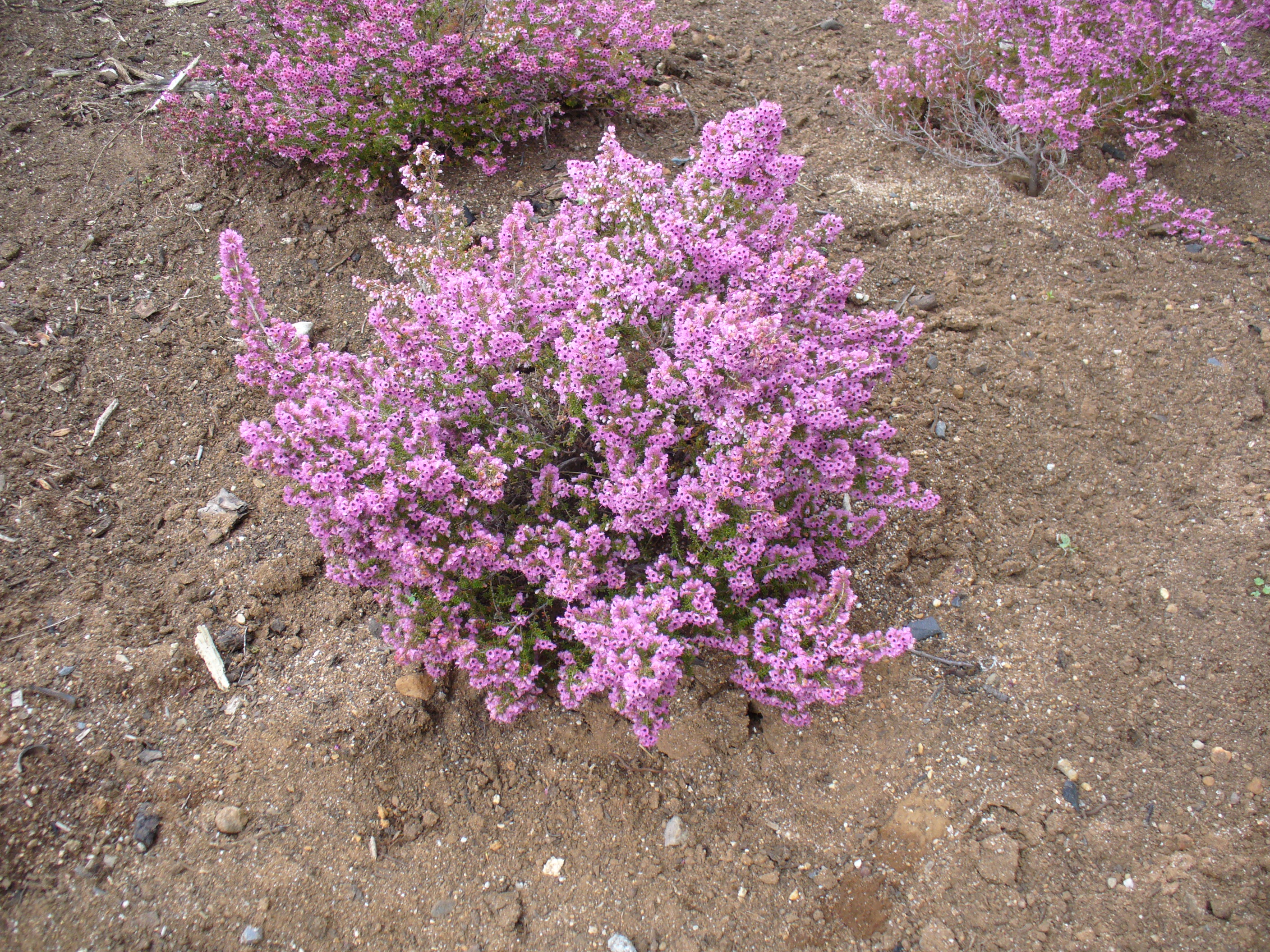
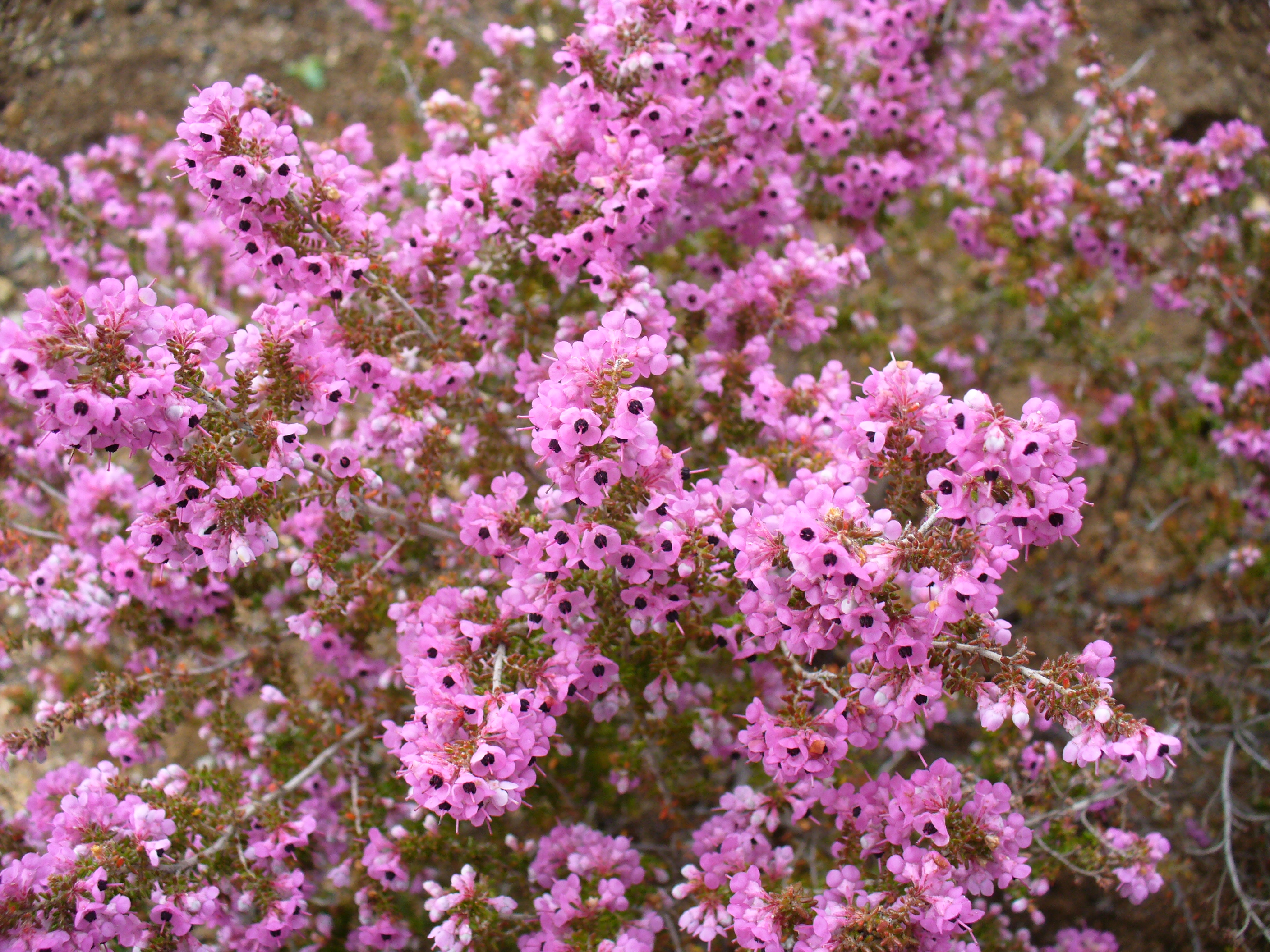